# Un homme parfait
 (juillet 2017).
Si vous disposez d'ouvrages ou d'articles de référence ou si vous connaissez des sites web de qualité traitant du thème abordé ici, merci de compléter l'article en donnant les références utiles à sa vérifiabilité et en les liant à la section « Notes et références ».
Un homme parfait est une pièce de théâtre écrite en 2003 et présentée en 2004 au Théâtre de la Michodière à Paris, puis jouée en province et en Suisse. Écrite par Michel Thibaud, elle est mise en scène par Jean-Pierre Dravel et Olivier Macé.

## Distribution
- Guy Montagné : Victor Méchain
- Jeane Manson : Betty Goldwyn
- Ingrid Bellot : Émilie Méchain
- Aurélien Legrand : Dominique
- Émeric Marchand : Angela / Steevy
- Frank Geney : Arthur

## Histoire
Victor (Guy Montagné) est un petit patron d’un bar/resto/hôtel/station service. Dans sa vie, tout va mal : sa femme l’a quitté, chose qui n’étonne pas Émilie (Ingrid Bellot), leur fille et son affaire ne marche pas comme il le voudrait. C’est alors qu’une idée surgit afin de faire revenir sa femme : participer à un jeu télévisé. Alors qu’il sort vainqueur du show télévisé, sa photo est diffusée partout, mais ce qu’il n’avait pas prévu, en plus de la gloire, c’est que toutes ses erreurs de jeunesse lui reviennent en pleine figure : un cambriolage qui a mal tourné, des tueurs à gages à sa poursuite, un fils jailli de nulle part et Betty (Jeane Manson), une ex-petite amie ressurgit dans sa vie. 
Sur les conseils de son fils, Victor décide de se travestir en vedette de music-hall.